# 마하쭐랄롱꼰랏위타얄라이 대학교
마하출라롱컨라자위달라야 대학교(태국어: มหาวิทยาลัยมหาจุฬาลงกรณราชวิทยาลัย 마하출라롱컨라자위달라야[*])는 태국의 국립 불교 대학이다. 주 캠퍼스는 원래 방콕의 왓 마하탓에 위치해 있으며, 태국 내 여러 지역에 캠퍼스가 있다.
이 대학교는 라마 5세 쭐랄롱꼰 대왕에 의해 1887년 불교 승려, 사미승, 평신도 등을 대상으로 불교 교육에 중점을 둔 고등 교육을 제공하기 위해 개교하였다. 강좌는 1889년부터 개설되었으며, 현재와 같은 '마하쭐랄롱꼰랏위타얄라이 대학교'라는 이름을 획득한 것은 1896년이다.
또 다른 태국의 불교대학인 마함꿋랏위타얄라이 대학교와 함께 이 대학교는 1997년부터 국립대학이 되었다.

## 소속 기관
마하쭐랄롱꼰랏위타얄라이 대학교는 다음과 같은 여러 학부로 구성되어 있다.
- 불교학부
- 교육학부
- 인문학부
- 사회과학부

이 외에도 이 대학교에는 대학원 과정이 개설되어 있으며, 국제 과정도 있다. 현대에는 교육학부 소속으로 수학 과정, 인문학부 소속으로 심리학 과정, 사회과학부 소속으로 경제학 과정 등을 개설하여, 차츰 종합대학화가 진행되는 추세이다.

## 캠퍼스
방콕 내 왓 마하탓의 구 캠퍼스보다 크게 지은 신축 주 캠퍼스는 아유타야 주의 암프 왕노이에 있다. 주 캠퍼스 외에 마하쭐랄롱꼰랏위타얄라이 대학교의 캠퍼스가 있는 지역은 다음과 같다.
- 농카이 주
- 나콘시탐마랏 주
- 치앙마이 주
- 콘깬 주
- 나콘랏차시마 주
- 우본랏차타니 주
- 프래 주
- 수린 주
- 파야오 주
- 나콘빠톰 주
- 나콘사완 주
- 람푼 주
- 핏사눌록 주